# Conciliación de la vida familiar y laboral
La conciliación de la vida familiar y laboral es un concepto que hace referencia, por un lado, a la articulación en el desarrollo de ambas tareas y, por otro, a cómo se lleva a cabo utilizando diferentes y variadas estrategias.
Algunos autores prefieren denominar el concepto como conciliación de la vida personal, familiar y laboral, definiéndola como:
"La conciliación personal, familiar y laboral se puede definir como “la participación equilibrada entre mujeres y hombres en la vida familiar y en el mercado de trabajo, conseguida a través de la reestructuración y reorganización de los sistemas, laboral, educativo y de recursos sociales, con el fin de introducir la igualdad de oportunidades en el empleo, variar los roles y estereotipos tradicionales, y cubrir las necesidades de atención y cuidado a personas dependientes”. Palabras para la igualdad. Plan Óptima, es decir, la conciliación se trata del equilibrio entre la vida familiar, personal y laboral que permite el desarrollo de cualquier persona en esos ámbitos.
El retorno del tiempo invertido (ROTI) ayuda a lograr un equilibrio entre la vida profesional y personal. Equilibrar las actividades profesionales y personales requiere una asignación cuidadosa del tiempo para asegurar que ambos ámbitos produzcan rendimientos satisfactorios. Un ROTI alto en el trabajo implica alcanzar los objetivos profesionales de manera eficiente, dejando más tiempo para actividades personales. Del mismo modo, invertir tiempo de manera inteligente en actividades personales puede mejorar el bienestar y la satisfacción general.

## La conciliación y la igualdad entre sexos
El sistema de géneros existente en las economías desarrolladas comenzó a cambiar a partir de los años 1960, al darse una progresiva incorporación de las mujeres al mundo laboral remunerado y a los estudios universitarios.
Este fenómeno se explicó teniendo en cuenta que las mujeres se incorporan al empleo desde una clase social, en la que existía una posición patriarcal y en la que había un cierto nivel de estudios. Además, la incorporación al mundo laboral remunerado de las mujeres, se hace con una identidad de género (es decir, con una autoclasificación como hombre o mujer atendiendo al concepto de hombre y mujer que tiene la cultura en la que se vive) en la que la mujer tiene el rol de cuidadora y ejecutora de las tareas domésticas, rol que le ha sido atribuido en el ámbito de una sociedad patriarcal. A esto hay que añadir la existencia de una segmentación y segregación del mercado laboral al cual acceden las mujeres sin las regulaciones laborales establecidas por el Estado y que, por otro lado, no son neutras.
Surge así un nuevo fenómeno que recae fundamentalmente en la mujer, consistente en tener que realizar el desempeño de dos actividades, por una parte el que le imponía el rol de cuidadora y por otra, el nuevo rol de trabajadora remunerada. Este fenómeno fue bautizado de diferente manera por diversos autores: “doble jornada” (Friedan, 1983), “doble presencia” (Laura Balbo, 1995) e incluso “la jornada interminable” (María Ángeles Durán,1986).
A finales de los años 1990, la Unión Europea, y poco a poco los Estados miembros, van incorporaron en sus políticas de empleo el objetivo de la conciliación de la vida laboral y familiar. Este objetivo se enmarca dentro de las medidas relacionadas con la igualdad de oportunidades entre mujeres y hombres, aunque, realmente, las normativas que se aprobaron estaban relacionadas con medidas que favorecían la vuelta al hogar de muchas mujeres mediante la solicitud de una excedencia temporal y/o una reducción de jornada como estrategia para “facilitar dicha conciliación” , sin que se llevara a cabo un esfuerzo por revisar el contrato entre los géneros establecido en una sociedad claramente patriarcal.
El fenómeno de la conciliación entre vida laboral y familiar tiene además una vertiente que podíamos denominar “particular”, ya que las parejas y en ellas, fundamentalmente las mujeres, que son las que soportan mayoritariamente de la “doble presencia”; utilizan diversas estrategias para articular su actividad laboral y su actividad familiar. Estos mecanismos de articulación de ambos ámbitos a nivel de las economías domésticas, han sido analizados por diversas autoras, entre otras: Hochschild, 1989 (The Second Shift: Working Parents and the Revolution at Home); Moen and Yan Yu, 2000 (Effective Work/Life Strategies: Working Couples, Work Conditions, Gender, and Life Quality);
Torres y Vieira da Silva, 1998 (Child Care And The Division Of Work Between Men And Women); Constanza Tobío Soler, 2005 (Madres que trabajan); Crompton y Lyonette, 2010 (Gender Inequalities in the 21st Century: New Barriers and Continuing Constraints); Mercedes Alcañiz Moscardó, 2013 (Mudanças laborais e relaçoes de género).
Las investigaciones realizadas sobre las estrategias que las mujeres toman para hacer compatible la vida laboral y la familiar, muestra que, aunque hay una pluralidad de estrategias, la priorización y combinación de las mismas difiere en los distintos grupos de mujeres. Existe un grupo de mujeres en empleos sin cualificar, en el que prevalece la realización del rol doméstico y de cuidado, y que es el único que realizarían si la crisis económica no les hubiera hecho necesitar un salario para la economía familiar. Estas mujeres, tal y como indica Hakim, C. (2005), en su trabajo Modelos de familia en las sociedades modernas. Ideales y realidades; no eligen la ocupación sino un puesto de trabajo que se permita seguir priorizando su rol de cuidado, por lo que cambia de empleo o de jornada laboral siempre que con el cambio pueda seguir en su rol. Cuando el trabajo remunerado, que es preciso, incompatibiliza con su rol, recurren a la red familiar, evitando a toda costa la ayuda pagada, normalmente por problemas económicos (que es lo que les hace trabajar). En estos tipos familiares, las parejas se encargan de las tareas de cuidado, solo si ellas están trabajando fuera.
En el grupo de empleadas de cuello blanco, se trata también de compaginar el cuidado familiar y el trabajo remunerado, estando dispuestas a ocupar puestos por debajo de su cualificación. Se intenta conseguir la jornada continua de 8 a 15, que es la que mejor permite esa conciliación de ambos mundos. Es por ello que se decantan con el sector administrativo o el de servicios. Este grupo se incluiría en el grupo denominado por Hakim (2005) de mujeres adaptativas. No tienen tantos reparos, ni problemas económicos, que les impida recurrir a pagar a alguien cuando ellas no pueden, puntualmente compatibilizar ambos roles; y ocasionalmente, también, recurren a la ayuda de familiares (abuelos).
Por su parte existe otro grupo de mujeres, las profesionales, con nivel universitario y empleos cualificados y bien retribuidos. En este grupo las mujeres se sienten responsables del cuidado y de la organización de la casa, aunque no son ellas las que lo llevan a cabo; normalmente contratan ayuda externa para este trabajo dentro del hogar y ellas se centran en el ámbito laboral. En lo que respecta al reparto de la carga de las tareas del hogar y de los cuidados, su mejor posición social y laboral les permite negociar con sus parejas, consiguiendo una mayor responsabilidad masculina en las tareas del cuidado de la prole.
Crompton y Lyonette consideran que la conciliación de la vida laboral y familiar supone una habilidad que presenta un significado social de clase y una dimensión de género.

## La conciliación en la empresa
En una sociedad como la actual, compatibilizar la vida personal y familiar con la profesional es una tarea compleja. En este contexto, es fundamental conocer cuál es el papel que desempeñan las empresas. Es importante encontrar un equilibrio entre el desarrollo económico y el bienestar social. Por ello, es necesario que se impulse desde las compañías medidas de conciliación.
En algunos países, las organizaciones se han dado cuenta de la necesidad que existe en la sociedad y han decidido trabajar en esta cuestión. Algunas implementan medidas de conciliación para el bienestar de sus trabajadores e incluso hay algunas entidades que dan un paso adelante y deciden obtener algunos reconocimientos para conseguir ese equilibrio entre la vida personal, familiar y laboral. Por ejemplo, en Europa podemos encontrar tres casos de entidades que trabajan en esta cuestión: Audit famiglia e lavoro (Auditoría Trabajo y Familia) en Italia, Audit and berufundfamilie en Alemania y Fundación Másfamilia en España.